# Meillers
Meillers település Franciaországban, Allier megyében. Lakosainak száma 128 fő (2022. január 1.). Meillers Autry-Issards, Bourbon-l’Archambault, Gipcy, Noyant-d’Allier és Souvigny községekkel határos.

## Népesség
A település népességének változása:
| Lakosok száma | 309  | 225  | 173  | 160  | 150  | 145  | 136  | 129  | 125  | 128  |
|               | 1968 | 1982 | 1990 | 2006 | 2013 | 2015 | 2017 | 2019 | 2020 | 2022 |